# ВЭП-1
ВЭП-1 (Встречные Электронные Пучки) — один из трёх первых в мире коллайдеров, построенных для изучения возможностей их использования в экспериментах по физике элементарных частиц. Электрон-электронный коллайдер ВЭП-1 построен и запущен в 1963 году в Институте ядерной физики СО РАН командой физиков под руководством Г. И. Будкера.

## Описание ускорителя
Коллайдер представлял собой два слабофокусирующих синхротронных кольца радиусом 43 см на энергию до 160 МэВ, расположенных вертикально друг над другом, для двух пучков электронов, сталкивающихся в общем для колец промежутке встречи. Инжекция электронов осуществлялась в накопительные кольца из 40 МэВ безжелезного синхротрона Б-2С. Максимальный ток в пучке ВЭП-1 достигал 0,5 А, что соответствует 3×1010 электронов. В режиме столкновений ток пучков не превосходил 100 мА, а пиковая светимость — 4×1028 см−2с−1.

## История
На момент начала работ по ВЭП-1 в конце 1950-х годов ИЯФ СО РАН лишь организовывался на базе Лаборатории новых методов ускорения в Институте атомной энергии в Москве. Тем не менее, накопитель был изготовлен в Новосибирске на Турбогенераторном заводе, затем его перевезли в Москву, чтобы как можно скорее осуществить запуск всего ускорительного комплекса. В 1962 году ВЭП-1 всё же переехал в Новосибирск.
Первый пучок был захвачен в ВЭП-1 в 1963 году, первые рассеяния частиц зарегистрированы 19 мая 1964 года, первые реальные эксперименты по рассеянию электронов начаты в 1965 году. Наблюдались рассеяния e−e−→e−e−γ, а также впервые в мире e−e−→e−e−2γ (двойное тормозное излучение). В 1967 году эксперименты были закончены, в 1968 году коллайдер демонтирован. В настоящее время железный каркас с ярмом магнитов установлены как музейный экспонат на первом этаже ИЯФ.

## Интересные факты
- ВЭП-1 — единственный за всю историю коллайдер, в котором пучки циркулировали и сталкивались в вертикальной плоскости.
- Ускоритель совершил путешествие из Новосибирска в Москву и обратно.
- На ВЭП-1 экспериментально наблюдалось синхротронное излучение одиночных электронов. Причём излучение было видимо не только ФЭУ, но и невооружённым глазом[5].